# シンフォニアグリーン
『シンフォニアグリーン』は、砦葉月による日本のライトノベル。イラストは秋津たいらが担当。電撃文庫（メディアワークス）より出版されている。初出は電撃hpVolume 14（2001年11月発行）

## ストーリー
多くの形作られた物が植物により構築されている世界でプラントハンターとして生きる者たちの暮らしが描かれているストーリー。

## 登場人物
リィン
主人公。プラントハンター
クゥ
プラントハンター。リィンの弟子。
エン
千年樹の守族。

## 用語
プラントハンター
未開の地で新種の植物を採集して町に運ぶ職種。
領樹

百年樹
百年成長する領樹。
千年樹
千年成長する領樹。
守族

道路蔦
道路の代わりになる蔦。
夜行樹
光る樹。
船浮き草

## 既刊一覧
メディアワークス〈電撃文庫〉
砦葉月著、既刊2冊（2009年6月現在）
- 『シンフォニアグリーン』、2002年1月発行、ISBN 4-8402-2014-X
- 『シンフォニアグリーン 千年樹の町』、2003年9月発行、ISBN 4-8402-2324-6